# Echeveria setosa
Echeveria setosa Rose & Purpus es una especie de planta suculenta de la familia de las crasuláceas.

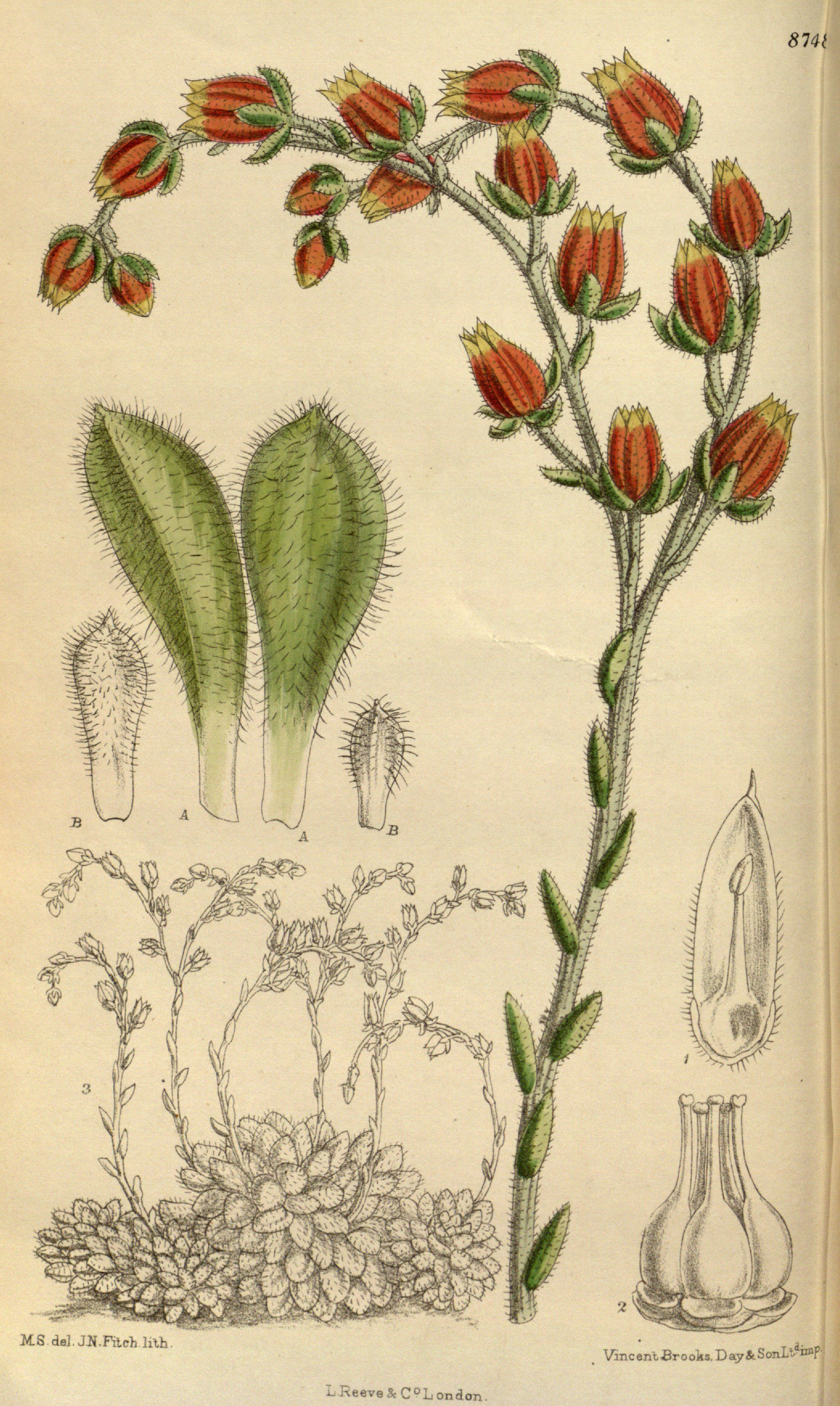
Ilustración

## Distribución y hábitat
Echeveria setosa es nativa de las montañas del Estado de Puebla. México. Parece ser que no le gusta el frío por debajo de 7 °C y la humedad en sus hojas, especialmente cerca de la raíz, que provoca la putrefacción.

## Descripción
Surge de una roseta suculenta casi sin tallo con 7 - 15 cm de altura según la variedad y de la que surgen de 4 a 6 inflorescencias ramosas que alcanzan los 20 cm de altura . Flores rojas y amarillas en la primavera y principios de verano.

## Cultivo
Necesidades de riego: agua abundante en primavera y verano, poco o nada en invierno. Necesidades de un buen drenaje.

## Taxonomía
Echeveria setosa fue descrita por Rose & Purpus y publicado en Contributions from the United States National Herbarium 13(2): 45. 1910.
Etimología
Ver: Echeveria
setosa: epíteto latino que significa "erizada de pelos".
Variedades
- Echeveria setosa var. ciliata (Moran) Moran